# Parkmåra
Parkmåra (Galium pumilum) är en växtart i familjen måreväxter. 